# Leslie Hendrix
Leslie Hendrix (San Francisco, 5 giugno 1960) è un'attrice statunitense.

## Filmografia parziale

### Cinema
- Went to Coney Island on a Mission from God... Be Back by Five, regia di Richard Schenkman (1998)
- Tutta colpa dell'amore (Sweet Home Alabama), regia di Andy Tennant (2002)
- Made for Each Other, regia di Daryl Goldberg (2009)
- Arturo (Arthur), regia di Jason Winer (2011)

### Televisione
- Omicidio a Manhattan (Exiled: A Law & Order Movie) – film TV (1998)
- Law & Order: Unità Speciale (Law & Order: Special Victims Unit) – serie TV, 9 episodi (1999-2000)
- La valle dei pini (All My Children) – serie TV, 5 episodi (1997-2004)
- Law & Order - I due volti della giustizia (Law & Order) – serie TV, 143 episodi (1992-2010)
- Law & Order: Criminal Intent – serie TV, 110 episodi (2001-2011)
- Blue Bloods – serie TV, episodio 5x05 (2014)
- Gotham – serie TV, 11 episodi (2016-2017)

## Doppiatrici italiane
Nelle versioni in italiano delle opere in cui ha recitato, Leslie Hendrix è stata doppiata da:
- Stefania Romagnoli in Law & Order - I due volti della giustizia
- Anna Cesareni in Law & Order - I due volti della giustizia (ep. 4x22)
- Flavia Fantozzi in Law & Order: Criminal Intent
- Giovanna Martinuzzi in The Blacklist